# Dar Aghooshe Derakht
Dar Aghooshe Derakht é um filme de drama iraniano de 2023 escrito e dirigido por Babak Khajehpasha e produzido por Mohammad Reza Mesbah e Sajjad Nasrollahi Nasab. Estreou em fevereiro de 2023 no 41º Festival Internacional de Cinema de Fajr.
Foi selecionado como a submissão iraniana para o Melhor Longa-Metragem Internacional no 97º Oscar, mas não foi indicado.

## Sinopse
A complexa crise na vida de Kimia e Farid, casados há doze anos, perturba o belo mundo de seus filhos — crianças que só conhecem simplicidade e gentileza na vida.

## Elenco
- Maral Baniadam
- Javad Ghamati
- Rouhollah Zamani
- Ahoora Lotfi
- Rayan Lotfi

## Prêmios e indicações
| Premiação        | Data                    | Categoria                 | Indicado(a)                              | Ref.     | Ref         |
| ---------------- | ----------------------- | ------------------------- | ---------------------------------------- | -------- | ----------- |
| Festival de Fajr | 11 de fevereiro de 2023 | Best Film                 | Mohammad Reza Mesbah                     | Indicado | [ 5 ] [ 6 ] |
| Festival de Fajr | 11 de fevereiro de 2023 | Melhor primeiro filme     | Babak Khajehpasha                        | Venceu   | [ 5 ] [ 6 ] |
| Festival de Fajr | 11 de fevereiro de 2023 | Melhor diretor            | Babak Khajehpasha                        | Venceu   | [ 5 ] [ 6 ] |
| Festival de Fajr | 11 de fevereiro de 2023 | Melhor ator coadjuvante   | Ruhollah Zamani                          | Indicado | [ 5 ] [ 6 ] |
| Festival de Fajr | 11 de fevereiro de 2023 | Melhor atriz              | Maral Bani Adam                          | Indicado | [ 5 ] [ 6 ] |
| Festival de Fajr | 11 de fevereiro de 2023 | Melhor roteiro            | Babak Khajehpasha                        | Venceu   | [ 5 ] [ 6 ] |
| Festival de Fajr | 11 de fevereiro de 2023 | Melhor design de produção |                                          | Indicado | [ 5 ] [ 6 ] |
| Festival de Fajr | 11 de fevereiro de 2023 | Best som/gravação de som  | Mehdi Javaherzadeh e Masih Hadpour Seraj | Indicado | [ 5 ] [ 6 ] |